# Sociální inkluze
Pojem sociální inkluze v sociologii znamená „vyšší stupeň integrace postižených nebo znevýhodněných jedinců do společnosti a jejích institucí“. Cílem inkluze je zabránit okolnostem, které zapříčiňují sociální vyloučení. Opakem sociální inkluze je sociální exkluze (sociální vyloučení).

## Popis, podmínky a postupy inkluze
V moderní společnosti se inkluze týká zejména následujících skupin:
- lidí se zdravotními handicapy;
- příslušníků etnických a kulturních menšin;
- uprchlíků a přistěhovalců;
- osob, které byly dočasně ze společnosti vyloučeny – propuštěných vězňů, mladistvých delikventů atd.

Zvláštní problémy působí inkluze válečných veteránů, kteří se vracejí z dlouhodobých vojenských misí. Tam si zvykli na úplně jiné poměry a vztahy a žili ve velmi odlišném prostředí. Mnozí z nich si odtud přivážejí specifické psychické problémy, takže se i do „vlastní“ společnosti musejí pracně integrovat.
Vzhledem k demografickému vývoji většiny moderních bohatých společností je přijetí a zařazení dosud cizích nebo vyloučených osob často nezbytná. Úspěšná inkluze je ovšem dlouhodobý proces, který se nedá zařídit pouze institučními prostředky a vnější motivací. Vyžaduje silnou vnitřní motivaci vyloučené osoby a zpočátku jistou toleranci okolí k tomu, že dotyčný nemá běžné návyky většinové společnosti, neovládá dobře její jazyk a nedokáže se okamžitě přizpůsobit společenským institucím. Rozhodujícím krokem je však teprve uznání jeho vlastní ceny a prospěšnosti pro přijímající skupinu – ať je to školní třída, sousedé nebo spoluzaměstnanci. Dále je velmi důležité, aby si lidé národnostních menšin navykly na hodnoty společnosti a respektovali je. Jedním ze způsobů, jak toho dosáhnout, je například výchova malých dětí v mateřských školách, kde si dítě mezi ostatními dětmi osvojí pravidla a normy přirozeným způsobem. V neposlední řadě je to též snaha nezabývat se pouze přítomností, ale myslet i na svou budoucnost, pokládat vzdělání za důležité a zařadit ho mezi hodnoty, které nám budoucí život mohou usnadnit a zlepšit.

## Aktivní inkluze
Aktivní inkluze znamená umožnění všem občanům, zejména těm nejvíce znevýhodněným, se plně začlenit do společnosti, a to včetně získání plnohodnotného zaměstnání.
V praxi to znamená:
- adekvátní finanční podpora společně s podporou v hledání zaměstnání
- existence inkluze na trhu práce – pomoc lidem bojovat s chudobou při zaměstnání tzn.nenechat se odradit od práce
- přístup ke službám, které pomáhají lidem aktivně se zapojit do společnosti

## Inkluze osob se zdravotním postižením
U osob se zdravotním handicapem existuje řada faktorů, které limitují jejich fungování ve společnosti. Mezi ně patří fyzické překážky znemožňující pohyb (schody, obrubník), nedostatek vhodných kompenzačních pomůcek, ale i přístup společnosti, který je často provázen předsudky. Existují také komunikační bariéry, a to především u lidí s poruchou sluchu a řeči, kteří používají jinou formu komunikace než lidé bez těchto poruch.
Inkluze zdravotně handicapovaných osob probíhá jejich začleňováním do každodenních aktivit, které jim pomáhají v získávání stejných sociálních rolí, ve kterých se nacházejí lidé bez postižení (student, zaměstnanec, partner, rodič). Začleňování zdravotně postižených do společnosti probíhá různými způsoby. Od zajišťování bezbariérových přístupů do budov a institucí až po sdružování zdravotně postižených v organizacích pomáhající jim začlenit se zpět do společnosti. V České republice takto například působí organizace Centrum Paraple.

## Inkluze ve vzdělání
viz též →inkluzivní vzdělávání
V poslední době se velmi často hovoří o sociální inkluzi ve vzdělání, neboť prostředí škol je velmi kulturně i etnicky rozmanitým prostorem. Základním problémem, co se týče inkluze národních menšin je fakt, že tyto menšiny mají leckdy jiné hodnoty, a vzdělávání, nemusí nutně patřit mezi ty nejvyšší. Proto se může stát, že například děti ze sociálně vyloučených lokalit základní či mateřskou školu vůbec nenavštěvují. To však může být způsobeno nízkými příjmy, které rodiče těchto dětí mají.
Odlišná situace však nastává ve chvíli, kdy dítě školu navštěvuje. Zde se pak zrcadlí několik faktorů, které inkluzi mohou ovlivnit. Jedná se zejména o komunikaci mezi školou a rodinou. Ve chvíli, kdy rodiče dítěte neumí mluvit jazykem majoritní části společnosti vzniká komunikační bariéra. Ale jedná se i o komunikaci dítěte, kdy nedostatečná jazyková kompetence negativně ovlivní jeho vzdělání. Druhým případem je negativní přístup rodičů ke vzdělání svých dětí. Tito rodiče například mohou vidět posílání svých potomků do školy jako plnění povinnosti, ale už si nemusí uvědomovat, že je třeba se zaobírat i tím, jakým způsobem se vzdělávají.
V České republice existuje problém se vzděláváním romské menšiny. O tomto problému se ve své knize Pedagogická encyklopedie rozepisuje český vysokoškolský pedagog pan Prof. PhDr. Jan Průcha, DrSc., dr. h. c.:
„V procesu vzdělávání romských žáků můžeme identifikovat řadu příčin školní neúspěšnosti. Účinné vzdělání, které přináší edukační efekty, předpokládá jejich identifikaci a důkladné poznání. Jedním z dominantních problémů již od počátku vstupu žáků do školy je nedostatečná znalost vyučovacího jazyka, což je příznačné pro většinu romských dětí. Především před rokem 1989 přicházely do škol s nízkou jazykovou vybaveností, velmi brzy selhávaly a byly přeřazovány do zvláštních škol s odůvodněním, že jejich intelekt je příliš nízký. Smyslem současné školské politiky je zařadit co nejvíce dětí do tzv. hlavního vzdělávacího proudu.” (Průcha 2009, s. 459.)

## Sociální exkluze
Opakem sociální inkluze je sociální exkluze, což je proces, během něhož jsou jednotlivcům či skupinám odepřena práva či příležitosti, které jsou ostatním lidem běžně přístupná. To může být zapříčiněno různými faktory (společenská třída, barva pleti, náboženské vyznání, příslušnost k menšině). Výsledkem sociálního vyloučení je to, že jeho obětem je zabráněno plně se účastnit ekonomického, sociálního a politického života společnosti, ve které žijí.